# Livno (queijo)
Livno é um queijo produzido desde o século XIX na área de Livno, na Bósnia e Herzegovina, com base na tecnologia francesa de confecção do queijo Gruyère. O Livno fica pronto por volta de 60 a 66 dias em um ambiente controlado. O sabor é forte e nos queijos mais maturados torna-se mais picante. O maior produtor é o Mljekara Livno ou Lura Dairy d.o.o. Livno, com produção anual que excede 500 toneladas métricas.